# 化妝土
化妝土是將比較純淨，含鐵量低的瓷土，加工成潔白細膩，呈白色或奶白色，施於坯體表面的一種裝飾層。使用化妝土可以使得胎體表面光滑平整，釉層柔和滋潤；可以覆蓋胎體各種不良呈色，為利用劣質原料生產瓷器創造了條件。
以前認為化妝土是婺州窯在西晉的發明，孫吳朱然墓出土越窯青瓷盆，卣形壺使用棕黃色化妝土，說明三國時期已經有應用，但是應該不夠普遍，實例遺存很少。